# Velocimicrobium
Velocimicrobium es un género de bacterias grampositivas de la familia Lachnospiraceae. Actualmente (2023) sólo contiene una especie: Velocimicrobium porci. Fue descrita en el año 2021. Su etimología hace referencia a que crece rápido. El nombre de la especie hace referencia a cerdo. Es anaerobia estricta y móvil. Tiene forma de bacilo, de 2-3 μm de longitud. Temperatura de crecimiento de 37 °C. Tiene un contenido de G+C de 34,9%. Se ha aislado de las heces de un cerdo en Alemania. 